# Pulau Selirong
Pulau Selirong (pl. Namorzynowa Wyspa) – wyspa na Zatoce Brunei w dystrykcie Temburong w Brunei. Całość wyspy objęta jest ochroną w ramach Pulau Selirong Forest Recreation Park.

## Geografia
Pulau Selirong jest przybrzeżną wyspą o powierzchni 2566 ha, w 94% (tj. 2409 ha) porośniętą zbiorowiskami namorzynowymi. Położona jest w północno-wschodniej części dystryktu Temburung, w mukimie Labu, przy granicy z Malezją. Od zachodu i północy wyspę opływają wody Zatoki Brunei. Od południa od lądu odgranicza ją Aloh Besar, zaś od wschodu Sungai Bangau. Na wyspie znajdują się liczne cieki wodne. Do większych należą Sungai Raya, Sungai Mataiang, Sungai Palu Palu, Sungai Selirong oraz Sungai Sigubang. U zachodnich wybrzeży wyspy leży malutka wysepka Palau Kitang (pow. 0,09 km²).

## Przyroda

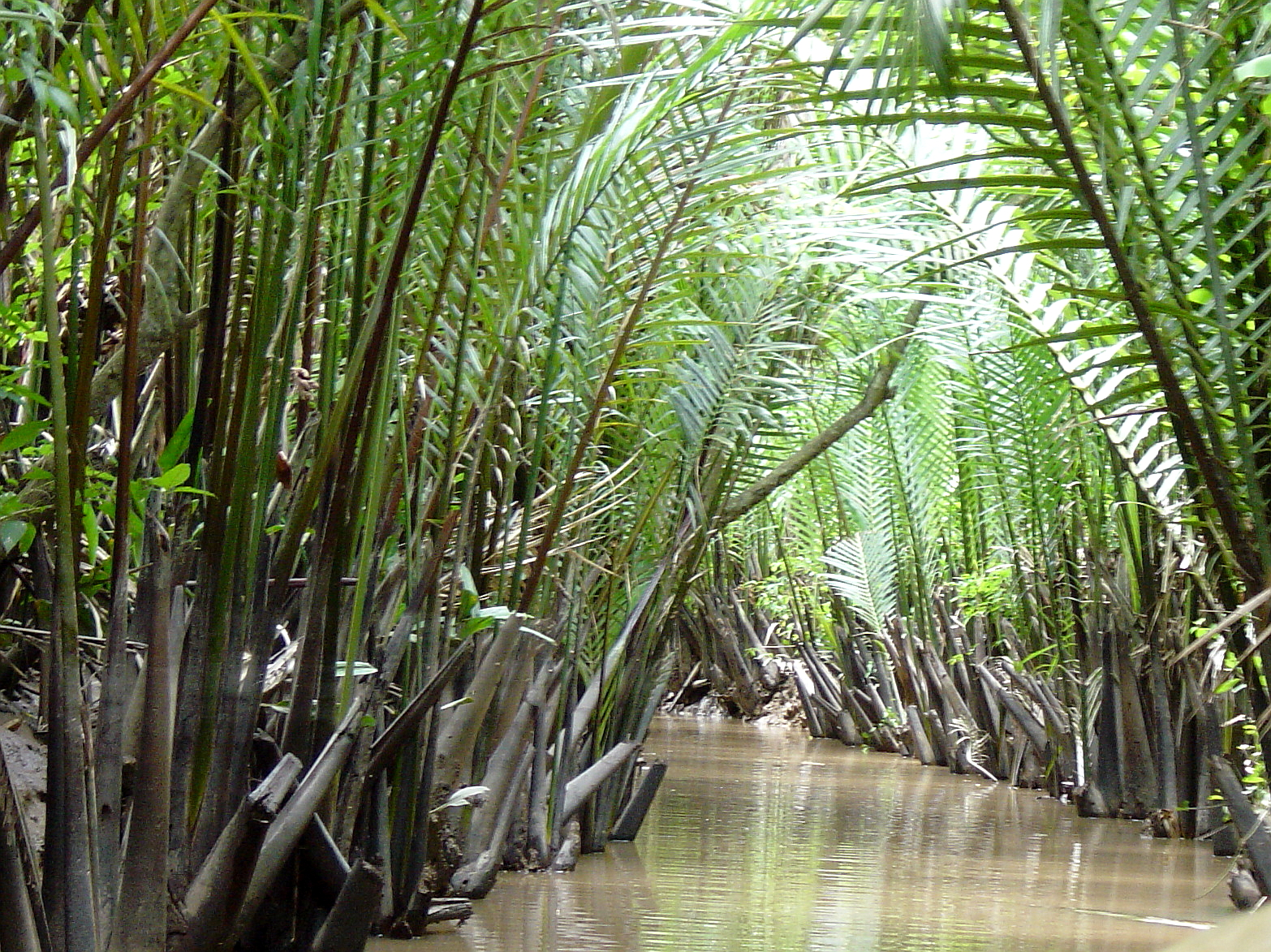
Zarośla nipy

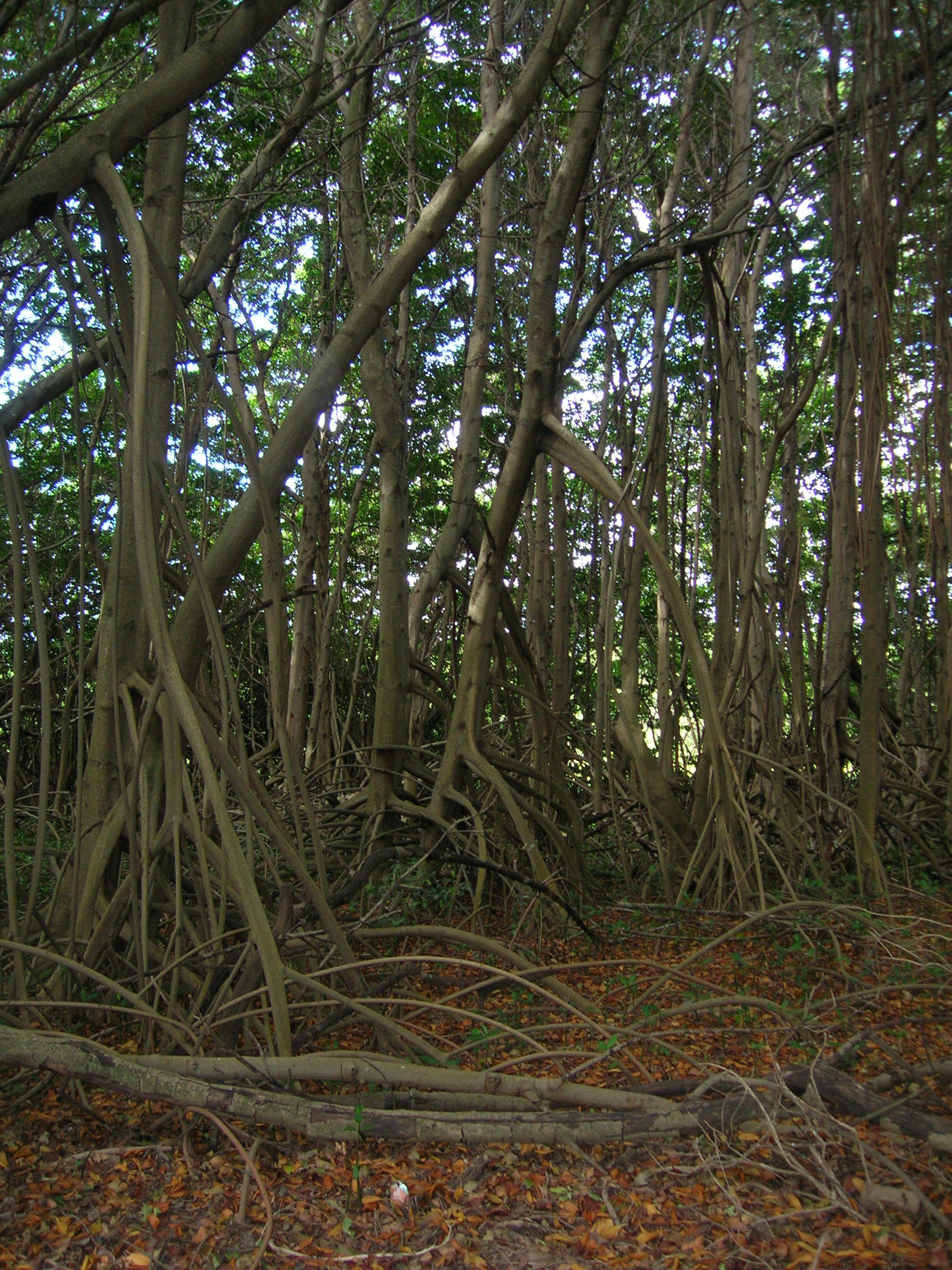
Lasy mangrowe

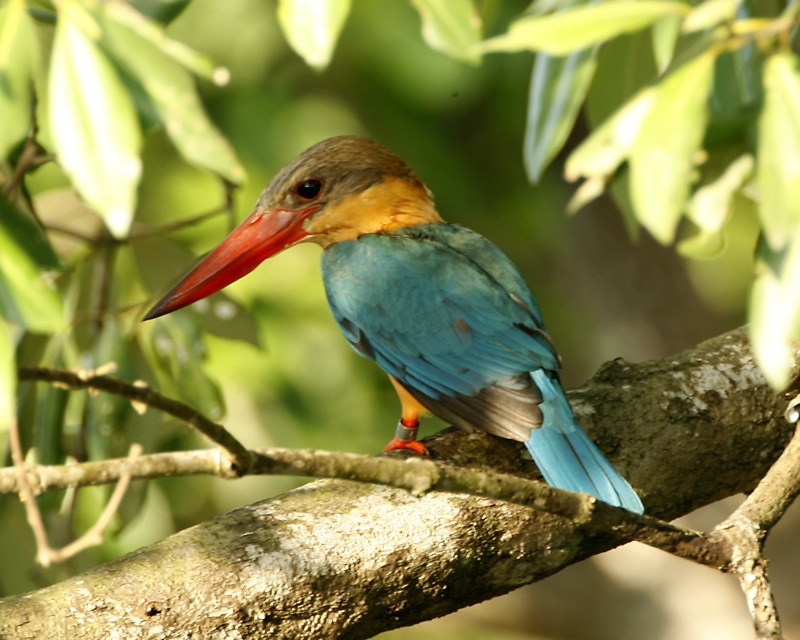
Łowiec niebieskoskrzydły

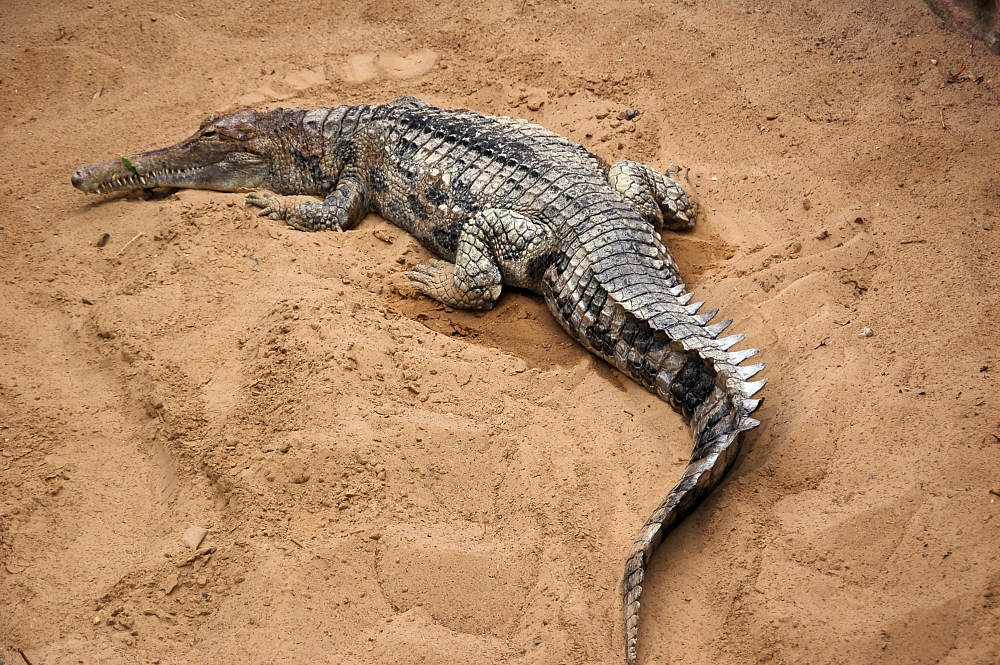
Krokodyl gawialowy

### Flora
Wyspa ta jest jednym z najmniej naruszonych i zaburzonych ekosystemów mangrowych na Borneo. Wśród roślin drzewiastych dominują Rhizophora apiculata. Niektóre rosnące tu drzewa osiągają 50 m wysokości, ponad 70 cm średnicy u podstawy oraz 8-metrowej wysokości korzenie podporowe, a ich wiek szacuje się na 100–150 lat. Są więc, prawdopodobnie, największymi i najstarszymi takimi drzewami zachowanymi na Borneo. Wśród nieco niższych roślin przeważa nipa krzewinkowa.

### Fauna
Wśród żyjących tu ssaków na uwagę zasługują naczelne: lotokot malajski, makak jawajski i nosacz, wiewiórka Callosciurus notatus oraz wydra karłowata.
Ptaków wykazano z wyspy ponad 70 gatunków. Z dzięciołowych: sułtanik czerwonorzytny i dzięcioł orientalny. Z tukanowatych: pstrogłów czerwonogardły. Z kukułkowych: kukułka siwogardła, kukułeczka zielonogłowa, kukuła rdzawobrzucha i kukuła sundajska. Z zimorodkowatych: łowczyk obrożny i łowiec niebieskoskrzydły. Z jerzykowych: salangana sundajska i czubik rudolicy. Z gołębiowych: muszkatela miedziana, treron różowoszyi. Z siewkowych: krwawodziób oraz rybitwa równikowa. Z drapieżnych sokołowych: bielik białobrzuchy i kania bramińska. Czaple: nadobna, żółtodzioba, czczona, zielonawa. Z wróblowych: paskownik zmienny, gąsienicojad sundajski, fletówka namorzynowa, wachlarzówka srokata, dżunglówka ognistobrzucha, sroczek zmienny, kowalik krasnodzioby, jaskółka pacyficzna, krawczyk rdzawolicy, dżunglak rdzaworzytny, cierniodziób rdzaworzytny, nektarzyk żółtobrzuchy, nektarnik ciemnogardły, nektarnik namorzynowy i inne.
Do występujących tu gadów należą m.in. krokodyl gawialowy, krokodyl różańcowy, wąż Boiga dendrophila, gekon Hemiphyllodactylus oraz latająca jaszczurka Draco cornutus.

### Ochrona
W 1948 cały obszar wyspy został objęty ochroną jako Pulau Selirong Forest Reserve, a w 1997 jako Pulau Selirong Forest Recreation Park. Miejsce to służy zarówno rekreacji i ekoturystyce, jak i badaniom biologicznym oraz edukacji społecznej w kwestiach środowiska naturalnego. Obszar ten, wraz z Labu Forest Reserve ma wejść w skład proponowanego w ramach programu Heart of Borneo obszaru ochrony ścisłej Labu-Selirong Wildlife Sanctuary.

## Turystyka
Do Pulau Selirong Forest Recreation Park dostać się można drogą morską ze stolicy kraju Bandar Seri Begawan. Po przybyciu na wyspę wymagana jest rejestracja w budynku strażnika. Po terenie poruszać się można łodzią, w eskorcie strażnika z Departamentu Leśnictwa i uzbrojonego przedstawiciela policji leśnej lub pieszo po dwukilometrowej kładce wyniesionej ponad bagna.